# حصار قابس (1003)
حصار قابس (1003)، هي حصار عسكري بقيادة يحيى بن حمدون لأخذ قابس ضمن ولايته.

## الخلفية
بعد استيلاء فلفل بن سعيد على طرابلس، أرسل بالبيعة للحاكم بأمر بالله، فقبل منه لكنه لم يقره على ولاية طرابلس، بل أرسل يحيى بن حمدون الأندلسي واليا عليها و على قابس، فوصل في يوم الجمعة 9 ربيع الأول 392هـ / 26 جانفي 1002، لكنه لم يفهم الكثير و استخف به فلفل.

## الحملة
ارتحل فلفل و يحيى و فتوح بن علي بن جفيانان إلى قابس لحصارها مع جيش زناتي، و كان بها عطية بن جعفر (أو جعفر بن حبيب) فحاصروه، و خرج في تلك الأيام 20 رجل من رماة الأسهم و وصلوا إلى قابس يوم الإثنين 14 شعبان 393هـ / 18 جوان 1003، فعُرِفَ بهم فلفل فأرسل يطلب جلبهم فعندما جائوا قام بإعدامهم بقطع الرأس، و تحصن عطية (أو جعفر) في أسوار المدينة و بعد محاولات عدة لم يقدر فلفل و يحيى على اقتحام قابس، فعادا إلى طرابلس.

### رواية ابن الأثير
حسب ابن الأثير، خلال حصار جعفر بن حبيب لمدينة طرابلس، أرسلت حاميتها تطلب العون من الخليفة، فأرسل لهم يحيى بن حمدون الأندلسي، ومنحه أموال برقة لكنه لم يجد فيها شيئا ما أبطأ جيشه، و عندما وصل وجد فلفل قد أخذ طرابلس، فتقدم معه سنة 393هـ / 1002 إلى قابس في جيش كبير و حاصراها ثم عادا إلى طرابلس. علق الهادي روجر إدريس على أن هذه الرواية "تأويل غير صحيح للأحداث" قائلا أن جعفر بن حبيب قد رحل عن طرابلس قبل مجيئ يحيى بمدة طويلة و لا شك أنه و الخليفة علما بذلك.

## العواقب
بعد الحصار رأى يحيى أن لا دور له في السلطة بطرابلس، فعاد غاضبا إلى مصر، بعد أن أخذ فلفل و أصحابه من خيولهم ما شائوه بين شراء و غصب.